# Taça do Atlântico 1957
A Taça do Atlântico 1957 foi a 1ª edição desta competição sul-americana, que teve como organizadores a Argentina, Brasil e Uruguai. Nesta competição, o Brasil foi o campeão. A disputa tinha como objetivo fortalecer a competição entre os países que possuíam o melhor futebol do continente.

## Regulamento
O regulamento desta competição, previa o sistema de todos contra todos e contagem geral de pontos corridos. Com isso e ao final dos três jogos a serem disputados, a equipe que terminasse com o maior número de pontos seria consagrada a campeã. Caso houvesse empates em número de pontos ao fim da competição, seria utilizado como critério de desempate o saldo de gols.

## Jogos
| 24 de junho de 1956 | Brasil                    | 2 x 0     | Uruguai | Estádio do Maracanã, Rio de Janeiro |
|                     | Zizinho 79' · Canário 90' | Relatório |         | Árbitro: Frederico Lopes            |

| 1 de julho de 1956 | Uruguai           | 1 x 2     | Argentina               | Estádio Centenário, Montevideu |
|                    | Julio Abbadie 56' | Relatório | 52', 82' Ernesto Grillo | Árbitro: Erwin Hieger          |

| 24 de junho de 1956 | Argentina | 0 x 0     | Brasil | Estádio Juan Domingo Perón, Buenos Aires |
|                     |           | Relatório |        | Árbitro: Juan Brozzi                     |

## Premiação
| Taça do Atlântico 1957     |
| Brasil                     |
| -------------------------- |
| BRASIL Campeão (1º título) |

## Artilharia
| Jogador        | Gols |
| -------------- | ---- |
| Ernesto Grillo | 2    |
| Canário        | 1    |
| Zizinho        | 1    |
| Julio Abbadie  | 1    |